# Asamoah Gyan
Asamoah Gyan (kiejtve /dʒɑːn/, Accra, 1985. november 22. –) ghánai válogatott labdarúgó.

## Pályafutása

### Udinese
Asamoah Gyan az Accrában található Liberty Professionalsban kezdte pályafutását, majd 2003-ban szerződött az olasz Udinese csapatához. A következő két évet a Seria B-ben szereplő Modenánál töltötte a minél több játéklehetőség, és a tapasztalatszerzés miatt.
2006-ban már egy sikeres világbajnoki szereplés után tért vissza a friuli klubhoz. 2007 januárjában az orosz Lokomotyiv Moszkva 10 és félmillió dollárt kínált a játékjogáért, az Udinese azonban elutasította az ajánlatot, majd augusztus 10-én új  ötéves  szerződést írt alá a klubhoz.
Gyan is elégedett volt, úgy nyilatkozott, hogy az Udinese és az olasz bajnokság a lehető legjobb hely, hogy a lehető legtöbbet fejlődjön. A 2006-2007-es szezont a 10. helyen fejezték be, Gyan nyolc gólt szerzett az idény során. A 2007-2008-as szezonban egy makacs sérülés kínozta, emiatt az idény nagy részét kihagyta, mindössze 13 bajnokin lépett pályára.

### Rennes

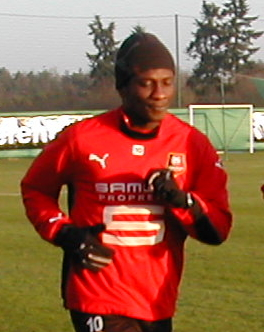
Gyan a Rennes edzésén

2008. július 11-én írt alá a francia Rennes csapatához, akik 8 millió eurót fizettek érte. Az első idényében alapembernek számított, a Ligue 1-ben 13 gólt szerzett, az egész szezonban 48 tétmérkőzésen lépett pályára, és 14 gólt szerzett. A 2009-2010-es bajnokságban mellőzötté vált, csupán három alkalommal játszott a bajnokságban, ezért az idény végén a távozás mellett döntött.

### Sunderland
2010. augusztus 31-én 13 millió fontért négy évre az angol élvonalbeli Sunderlandhez írt alá. A 33-as mezszámot kapta. Szeptember 11-én a Wigan Athletic ellen debütált, első góljait pedig a Stoke Citynek lőtt november 6-án. Három nap múlva betalált a Tottenhamnek, majd gólt lőtt a Chelsea és a Blackburn ellen is.
2011. január 16-án fontos gólt szerzett a Newcastle United ellen, a hajrában lőtt góljával lett 1-1 a mérkőzés vége. A szezon tavaszi részében is megbízhatóan lőtte a gólokat, és nagyszerű párost alkotott Danny Welbeckel, azonban egy kisebb sérülés miatt pár mérkőzést ki kellett hagynia. Sérülése súlyosabb volt a vártnál a 2012-2013-as szezonban mindössze 3 bajnokin játszott.

### Al-Ain
2011. szeptember 10-én a Sunderland megerősítette, hogy az idény végéig kölcsönadják Gyant az arab emírségek-beli al-Ain csapatának. Az angol klub 6 millió eurót kapott, gyan fizetése pedig a négyszeresére nőtt. Niall Quinn, a Sunderland elnöke szerint minden fél számára előnyös üzlet köttetett. Az al-Ain a szezon végén 10. bajnoki címét ünnepelhette, Gyan pedig 22 góllal gólkirály lett.
2012. július 6-án éves 6 milliós fizetésért négy évre aláírt az al-Ainhoz, akikkel újabb bajnoki címet ,és újabb gólkirályi címet ünnepelhetett az idény végén. 2014 júliusában gyan a saját honlapján jelentette be, hogy 2018 nyaráig meghosszabbította a szerződését a klubbal.

### Shanghai SIPG
2015. július 7-én Gyan bejelentette, hogy elhagyja a al-Aint és a kínai Shanghai SIPG csapatában folytatja pályafutását. Pár nap múlva a Shanghai SIPG is megerősítette az átigazolást, annak díját azonban nem hozták nyilvánosságra. Heti fizetése 227 ezer euró volt, ami a világ egyik legjobban fizetett játékosává tette.

## Pályán kívül
2012 júniusában felvette a kapcsolatot Ghána legjobb promoterével, majd bejelentette, hogy néhány mérkőzésen ringbe lép. Döntését így indokolta:
"Ghánában korábban számos nagyszerű boxoló volt, elég ha csak Azumah Nelsonra, Ike Quarteyra vagy Joshua Clotteyra gondolunk. Szeretném kitartásra ösztönözni a fiatalokat és arra, hogy ha nem adják fel, akkor elérik a céljaikat."

## Statisztika

### Klub
Frissítve: 2015. október 23.
| Klub adatok             | Klub adatok             | Klub adatok             | Bajnokság     | Bajnokság | Kupa            | Kupa            | Ligakupa          | Ligakupa          | Nemzetközi kupa | Nemzetközi kupa | Összesen      | Összesen |
| Szezon                  | Klub                    | Bajnokság               | Pályára lépés | Gólok     | Pályára lépés   | Gólok           | Pályára lépés     | Gólok             | Pályára lépés   | Gólok           | Pályára lépés | Gólok    |
| Ghána                   | Ghána                   | Ghána                   | Bajnokság     | Bajnokság | Ghánai Kupa     | Ghánai Kupa     | Ligakupa          | Ligakupa          | Afrika          | Afrika          | Összesen      | Összesen |
| ----------------------- | ----------------------- | ----------------------- | ------------- | --------- | --------------- | --------------- | ----------------- | ----------------- | --------------- | --------------- | ------------- | -------- |
| 2003                    | Liberty Professionals   | Premier League          | 16            | 10        | –               | –               | –                 | –                 | –               | –               | 16            | 10       |
| Olaszország             | Olaszország             | Olaszország             | Bajnokság     | Bajnokság | Coppa Italia    | Coppa Italia    | Ligakupa          | Ligakupa          | Nemzetközi kupa | Nemzetközi kupa | Összesen      | Összesen |
| 2003–04                 | Udinese                 | Serie A                 | 1             | 0         | 0               | 0               | –                 | –                 | –               | –               | 1             | 0        |
| 2004–05                 | Modena                  | Serie B                 | 28            | 7         | 0               | 0               | –                 | –                 | –               | –               | 28            | 7        |
| 2005–06                 | Modena                  | Serie B                 | 25            | 8         | 1               | 0               | –                 | –                 | –               | –               | 26            | 8        |
| 2006–07                 | Udinese                 | Serie A                 | 25            | 8         | 1               | 0               | –                 | –                 | –               | –               | 26            | 8        |
| 2007–08                 | Udinese                 | Serie A                 | 13            | 3         | 0               | 0               | –                 | –                 | –               | –               | 13            | 3        |
| Franciaország           | Franciaország           | Franciaország           | Bajnokság     | Bajnokság | Coupe de France | Coupe de France | Coupe de la Ligue | Coupe de la Ligue | Nemzetközi kupa | Nemzetközi kupa | Összesen      | Összesen |
| 2008–09                 | Rennes                  | Ligue 1                 | 16            | 1         | 2               | 0               | 1                 | 0                 | 1               | 0               | 20            | 1        |
| 2009–10                 | Rennes                  | Ligue 1                 | 29            | 13        | 1               | 0               | 0                 | 0                 | –               | –               | 30            | 13       |
| 2010–11                 | Rennes                  | Ligue 1                 | 3             | 0         | 0               | 0               | 0                 | 0                 | –               | –               | 3             | 0        |
| Anglia                  | Anglia                  | Anglia                  | Bajnokság     | Bajnokság | FA-kupa         | FA-kupa         | League Cup        | League Cup        | Nemzetközi kupa | Nemzetközi kupa | Összesen      | Összesen |
| 2010–11                 | Sunderland              | Premier League          | 31            | 10        | 1               | 0               | 1                 | 1                 | –               | –               | 33            | 11       |
| 2011–12                 | Sunderland              | Premier League          | 3             | 0         | 0               | 0               | 1                 | 0                 | –               | –               | 4             | 0        |
| Egyesült Arab Emírségek | Egyesült Arab Emírségek | Egyesült Arab Emírségek | Bajnokság     | Bajnokság | President's Cup | President's Cup | League Cup        | League Cup        | Ázsia           | Ázsia           | Összesen      | Összesen |
| 2011–12                 | El-Ajn                  | UAE Pro League          | 18            | 22        | 1               | 2               | 5                 | 3                 | —               | —               | 24            | 27       |
| 2012–13                 | El-Ajn                  | UAE Pro League          | 22            | 31        | 2               | 0               | 0                 | 0                 | 4               | 1               | 28            | 32       |
| 2013–14                 | El-Ajn                  | UAE Pro League          | 26            | 29        | 4               | 5               | 2                 | 0                 | 8               | 10              | 40            | 44       |
| 2014–15                 | El-Ajn                  | UAE Pro League          | 17            | 13        | 1               | 0               | 0                 | 0                 | 10              | 7               | 12            | 10       |
| Kína                    | Kína                    | Kína                    | Bajnokság     | Bajnokság | Kupa            | Kupa            | Ligakupa          | Ligakupa          | Ázsia           | Ázsia           | Összesen      | Összesen |
| 2015                    | Shanghai SIPG           | Chinese Super League    | 10            | 4         | 6               | 5               | –                 | –                 | –               | –               | 17            | 10       |
| Összesen                | Ghána                   | Ghána                   | 16            | 10        | —               | —               | —                 | —                 | —               | —               | 16            | 10       |
| Összesen                | Olaszország             | Olaszország             | 92            | 26        | 2               | 0               | —                 | —                 | —               | —               | 94            | 26       |
| Összesen                | Franciaország           | Franciaország           | 48            | 14        | 3               | 0               | 1                 | 0                 | 1               | 0               | 53            | 14       |
| Összesen                | Anglia                  | Anglia                  | 34            | 10        | 1               | 0               | 2                 | 1                 | —               | —               | 37            | 11       |
| Összesen                | Egyesült Arab Emírségek | Egyesült Arab Emírségek | 83            | 95        | 8               | 7               | 7                 | 3                 | 22              | 18              | 120           | 128      |
| Összesen                | Kína                    | Kína                    | 8             | 4         | 6               | 5               | 1                 | 1                 | —               | —               | 15            | 10       |
| Karrier összesen        | Karrier összesen        | Karrier összesen        | 272           | 154       | 19              | 12              | 11                | 5                 | 17              | 13              | 319           | 184      |

### Válogatott
Frissítve: 2015. november 17.
| Válogatott | Év       | Pályára lépés | Gólok |
| ---------- | -------- | ------------- | ----- |
| Ghána      | 2003     | 2             | 1     |
| Ghána      | 2004     | 3             | 2     |
| Ghána      | 2005     | 5             | 5     |
| Ghána      | 2006     | 9             | 4     |
| Ghána      | 2007     | 4             | 1     |
| Ghána      | 2008     | 4             | 1     |
| Ghána      | 2009     | 5             | 2     |
| Ghána      | 2010     | 17            | 7     |
| Ghána      | 2011     | 5             | 4     |
| Ghána      | 2012     | 8             | 1     |
| Ghána      | 2013     | 15            | 11    |
| Ghána      | 2014     | 9             | 6     |
| Ghána      | 2015     | 9             | 3     |
| Összesen   | Összesen | 95            | 48    |

## Sikerei, díjai

### Klub
Al-ain FC
- UAE Arabian Gulf League: 2011–12, 2012–13, 2014–15
- UAE President's Cup: 2013–14
- Arabian Gulf Super Cup: 2012

### Egyéni
- Az év afrikai labdarúgója a BBC szavazásán: 2010[26]
- UAE Pro League gólkirály: 2011–12, 2012–13, 2013–14
- AFC-bajnokok ligája gólkirálya: 2014
- Az év Ázsiában játszó labdarúgója: 2014